# Albertsons
Albertsons Companies — американская сеть супермаркетов, базирующаяся в городе Бойсе (штат Айдахо). По состоянию на февраль 2022 года её сеть насчитывала 2276 магазинов и супермаркетов.

## История
Компанию основал в 1939 году в Бойсе Джо Альбертсон (Joe Albertson, 1906—1993) под названием Albertson’s Food Center, в 1945 году компания была переименована в Albertson’s Inc. К 1947 году у компании было 6 магазинов в штате Айдахо, а в 1950-х годах деятельность была расширена в соседние штаты Вашингтон, Юта, Орегон и Монтана. Вместе с сетью магазинов развивалось и собственное производство: пекарни, птицекомбинаты, заводы мороженого. В 1962 году был открыт сотый магазин, а в 1964 году Albertson’s вышла на рынок Калифорнии, купив местную компанию Greater All American Markets. В 1970-х годах компания начала открывать магазины в Техасе.
К 1993 году продажи Albertson’s достигли 10 млрд долларов, сеть компании насчитывала 560 магазинов в 17 штатах запада и юга США. В 1999 году за 11,7 млрд долларов была куплена American Stores Company, а также несколько небольших сетей магазинов, это расширило географию деятельности Albertsons до 39 штатов, а количество магазинов достигло максимума — 2400.
В 2006 году компания была разделена: основную часть магазинов купила компания SuperValu, сеть аптек, входившая в American Stores, была поглощена CVS Pharmacy, остальные активы приобрела группа инвесторов во главе с Cerberus Capital Management и на их основе создала новую компанию Albertsons LLC с 650 магазинами. SuperValu не удалось интегрировать купленные магазины в свою сеть, и в 2013 году они были проданы Cerberus, таким образом большинство торговых точек прежней сети Albertsons снова попали под контроль одной компании. В 2014 году Cerberus купила торговую сеть Safeway и объединила её с Albertsons; с 2015 года объединённая компания стала называться Albertsons Companies, Inc. В июне 2020 года Albertsons разместила свои акции на Нью-Йоркской фондовой бирже, таким образом отделившись от Cerberus.
В октябре 2022 года было достигнуто соглашение о поглощении Albertsons сетью Kroger в сделке стоимостью 25 млрд долларов; общее число магазинов достигнет около 5 тыс..

## Деятельность
По состоянию на 2022 год сеть компании насчитывала 2276 продуктовых магазинов, из них 1722 имели аптечные киоски, а 402 — автозаправочные станции. Магазины компании имеются в 34 штатах США и в Вашингтоне, работают под 24 брендами, включая Albertsons, Safeway, Vons, Pavilions, Randalls, Tom Thumb, Carrs, Jewel-Osco, Acme, Shaw’s, Star Market, United Supermarkets, Market Street, Haggen, Kings Food Markets и Balducci’s Food Lovers Market. Также компании принадлежит 22 склада и 20 предприятий по производству и упаковке товаров. Основными штатами для компании являются Калифорния (593 магазинов), Вашингтон (217), Техас (209), Иллинойс (183), Аризона (134), Орегон (121), Колорадо (105).
В списке крупнейших публичных компаний в мире Forbes Global 2000 за 2022 год Albertsons заняла 535-е место. В списке крупнейших компаний США по размеру выручки Fortune 500 заняла 52-е место.